# Laura Gherasim
Laura Gherasim (n. 24 septembrie 1978) este un politician român, aleasă în 2024 deputat din partidului Alianța pentru Unirea Românilor (AUR). 

## Carieră politică

### AUR și deputat (2024–prezent)
Ea a candidat la alegerile pentru Parlamentul European din 2024 in România, pe 9 iunie. În urma alegerilor parlamentare din 2024, Gherasim a fost aleasă membru al Camerei Deputaților, în circumscripția nr. 39 Vaslui din 1 decembrie, preluând mandatul pe 21 decembrie. În cadrul Camerei Deputaților este președinte din Comisia pentru cercetarea abuzurilor, corupției și pentru petiții. Libertatea l-a numit în mai 2025 printre cei mai mari trei donatori individuali ai partidului AUR.